# Greatest (album de Duran Duran)
Pour les articles homonymes, voir Greatest Hits.
Albums de Duran Duran
Night Versions: The Essential Duran Duran
(1998) Strange Behaviour
(1999)
Greatest est une compilation de Duran Duran sortie en 1998. Elle rassemble des titres enregistrés entre 1980 et 1997. Avec ce CD, une cassette vidéo avec des clips est éditée. En 2003, un DVD, également intitulé Greatest, est sorti avec de nombreuses vidéos et bonus.
La plupart des titres apparaissent déjà dans la compilation Decade: Greatest Hits de 1989 auxquels s'ajoutent New Moon on Monday et des singles enregistrés dans les années 1990. Dans la foulée, le titre Electric Barbarella a été sorti comme single au Royaume-Uni. Le titre est extrait de l'album Medazzaland de 1997, jamais commercialisé en Europe. C'est d'ailleurs cet album qui provoque la rupture du contrat entre Duran Duran et Capitol Records/EMI. EMI sort cependant des compilations du groupe quasiment coup sur coup : cet album compilation fait suite à l'album de remixes Night Versions sorti en mars 1998 et sera suivi de Strange Behaviour, une autre compilation.

## Liste des titres
1. Is There Something I Should Know? – 4:10
2. The Reflex – 4:24
3. A View to a Kill – 3:34
4. Ordinary World (version single) – 4:42
5. Save a Prayer (version single US) – 3:47
6. Rio (version US) – 4:45
7. Hungry Like the Wolf (Edit) – 3:25
8. Girls on Film – 3:27
9. Planet Earth (version single) – 3:57
10. Union of the Snake – 4:22
11. New Moon on Monday – 4:16
12. The Wild Boys – 4:17
13. Notorious – 4:00
14. I Don't Want Your Love (Shep Pettibone 7" mix) – 3:48
15. All She Wants Is (45 mix) – 4:26
16. Electric Barbarella (Edit) – 4:17
17. Serious (Edit) – 3:56
18. Skin Trade (version radio) – 4:26
19. Come Undone (Edit) – 4:15

## Classements
| Classement (1998)            | Meilleure position |
| ---------------------------- | ------------------ |
| Belgique (Flandre Ultratop)  | 19                 |
| Belgique (Wallonie Ultratop) | 35                 |
| Canada (RPM)                 | 74                 |

| Classement (1999)                  | Meilleure position |
| ---------------------------------- | ------------------ |
| Autriche (Ö3 Austria Top 40)       | 30                 |
| Pays-Bas (Mega Album Top 100)      | 24                 |
| Finlande (Suomen virallinen lista) | 13                 |
| Norvège (VG-lista)                 | 13                 |

| Classement (2000)         | Meilleure position |
| ------------------------- | ------------------ |
| Suède (Sverigetopplistan) | 38                 |

| Classement (2003)        | Meilleure position |
| ------------------------ | ------------------ |
| Nouvelle-Zélande (RIANZ) | 12                 |

| Classement (2004)             | Meilleure position |
| ----------------------------- | ------------------ |
| Royaume-Uni (UK Albums Chart) | 4                  |

### Certifications
| Pays                     | Certifications | Ventes certifiées |
| ------------------------ | -------------- | ----------------- |
| Argentine (CAPIF)        | Platine        | 60 000            |
| Australie (ARIA)         | Or             | 35 000            |
| Belgique (BEA)           | 2 × Platine    | 100 000           |
| Canada (Music Canada)    | Or             | 50 000            |
| États-Unis (RIAA)        | Platine        | 1 000 000         |
| Nouvelle-Zélande (RIANZ) | Platine        | 15 000            |
| Royaume-Uni (BPI)        | 3 × Platine    | 900 000           |

## Édition VHS
En 1999, la sortie de l'album Greates est suivie par cette compilation de clips, également intitulée Greatest. Elle n'a pas été éditée en DVD à l'époque.

### Listes des clips
1. Planet Earth
2. Girls on Film (version non censurée)
3. The Chauffeur (version non censurée)
4. Hungry Like the Wolf
5. Save a Prayer
6. Rio
7. Is There Something I Should Know?
8. Union of the Snake
9. New Moon on Monday
10. The Reflex
11. The Wild Boys (version longue)
12. A View to a Kill
13. Notorious
14. Skin Trade
15. I Don't Want Your Love
16. All She Wants Is
17. Serious
18. Burning the Ground
19. Ordinary World
20. Come Undone'
21. Electric Barbarella
22. My Own Way
23. The Wedding Album (kit de presse électronique)

## DVD
En novembre 2003, la compilation vidéo est enfin éditée en DVD. Elle contient de nombreux bonus, dont  des versions alternatives des clips, des interviews, etc. La plupart sont des « easter eggs » (des bonus cachés).

### Easter eggsdes DVD

#### DVD 1
A) Girls on Film (6:26 - version longue non censurée avec fin alternative)
- Elle est visible après avoir regardé la version initiale.

B) Union of the Snake (4:19 - version Dancing on the Valentine)
- Dans le sous-menu de Union of the Snake, il faut naviguer à gauche et trouver une icône cachée.

C) New Moon on Monday (4 versions alternatives)
- Après avoir lu la version normale, first version (the EP version), il faut à chaque fois retourner au menu et re-sélectionner la version de son choix.

1. Version Dancing on the Valentine (avec les plans de la lune) – 5:30
2. Alternative version 1 : avec un dialogue d'introduction différent de celui diffusé sur MTV – 5:00
3. Alternative version 2 – 5:01
4. short version sans intro – 3:43
5. Movie version, avec un dialogue rallongé et une version longue inédite de la chanson – 17:37

D) The Wild Boys (4:10 - Long Arena Version)
- Elle disponible après avoir regardé la 7" Edit Version.

La Galerie De Duran
Dans le menu principal, la Galerie est accessible en cliquant sur le "A" de "GREATEST".
a) Planet Earth (4:05 - Club Version)
- Après avoir cliqué sur la pochette de l'album, sélectionner celle du single Planet Earth, naviguer vers la gauche puis cliquer.

b) A Day in the Life featurette 2:26:
- Sélectionner la pochette de l'album Rio album shot, puis cliquer à droit après la pochette du single My Own Way.

c) Girls on Film (3:24 - version censurée / MTV)
- Sélectionner la pochette de l'album Duran Duran, puis Girls on Film en bas, aller sur "Play".

d) Midsummer Night's Tube Feature (4:31 - Nick Rhodes et Simon Le Bon discutent à propos de l'enregistrement de l'album Seven and the Ragged Tiger)
- Sélectionner la pochette de Seven and the Ragged Tiger, aller sur "next" puis monter avec la flèche du haut.

e) Wild Boys Interview (8:53 - Paul Gambaccini interroge Roger, Andy et Simon)
- Sélectionner la pochette de l'album Arena, puis celle du single The Wild Boys. Aller sur "play", puis sur la flèche du haut.

f) View to a Kill Interview (1:52 - Interview de John et Andy par Paul Gambaccini)
- Sélectionner la pochette de A View to a Kill, aller sur "play", puis à droite.

#### DVD 2
Dans le menu principal, la Galerie est accessible en cliquant sur le "A" de "GREATEST".
a) Kit de presse électronique de Liberty:
- Sélectionner la pochette de Liberty, aller sur la pochette de Serious, appuyer sur la flèche du haut puis sur "lecture". Ce kit contient la version longue du clip de Violence of Summer (Love's Taking Over).

b) Serious (version multi-angle)
- Sélectionner la pochette de Liberty, aller sur la pochette de Serious. Aller sur le mot "play", puis presser la flèche de droite puis "lecture".

c) The Wedding Album Television Commercial
- Aller sur la pochette du Wedding Album, aller sur le mot "next", puis cliquer sur la flèche de droite. Puis appuyer sur "lecture"

d) Come Undone (version censurée / MTV)
- Aller sur la pochette du Wedding Album, aller sur le mot "play" puis à gauche.